# Scott Andrews (homme politique)
Pour les articles homonymes, voir Scott Andrews et Andrews.
Scott Andrews (né le 28 décembre 1974) est un homme politique canadien né à Saint-Jean de Terre-Neuve, Terre-Neuve-et-Labrador ; il a été député à la Chambre des communes du Canada, représentant la circonscription terre-neuvienne d'Avalon de 2008 à 2014 sous la bannière du Parti libéral du Canada, puis de 2014 à 2015 comme député indépendant.

## Biographie
Scott Andrews servit d'abord comme conseiller dans le conseil de ville de Conception Bay South avant de se lancer en politique fédérale. Élu député libéral d'Avalon en 2008 contre le député conservateur sortant Fabian Manning, il fut réélu contre Manning en 2011.
Le 5 novembre 2014, Scott Andrews a été suspendu du caucus du Parti libéral par son chef Justin Trudeau, à la suite de plaintes pour inconduite et harcèlement déposées par deux députées, restées jusqu'ici anonymes, du Nouveau Parti démocratique. Il a siégé depuis comme député indépendant. En août 2015, il a annoncé qu'il se représenterait comme candidat indépendant aux élections de 2015. Andrews a toujours nié avoir eu un comportement répréhensible et n'a fait l'objet d'aucune accusation criminelle. 
Lors des élections générales de 2015, il a été défait par Ken McDonald du Parti libéral du Canada.

### Résultats électoraux
|       | Candidat             | Parti                | # de voix | % des voix |
|       | Lorraine E. Barnett  | Conservateur         | +04 670,  | 11,08 %    |
|       | Ken McDonald         | Libéral              | +23 583,  | 55,95 %    |
|       | Jeannie Baldwin      | NPD                  | +06 085,  | 14,44 %    |
|       | Krista Byrne-Puumala | Vert                 | +00228,   | 0,54 %     |
|       | Jennifer McCreath    | Forces et Démocratie | +00084,   | 0,2 %      |
|       | (x) Scott Andrews    | Indépendant          | +07 501,  | 17,8 %     |
| Total | Total                | Total                | 42 151    | 100 %      |

|       | Candidat             | Parti        | # de voix | % des voix |
|       | Fabian Manning       | Conservateur | +14 749,  | 40,51 %    |
|       | (x) Scott Andrews    | Libéral      | +16 008,  | 43,97 %    |
|       | Matthew Martin Fuchs | NPD          | +05 157,  | 14,16 %    |
|       | Matt Crowder         | Vert         | +00218,   | 0,6 %      |
|       | Randy Wayne Dawe     | Indépendant  | +00276,   | 0,76 %     |
| Total | Total                | Total        | 36 408    | 100 %      |

|       | Candidat           | Parti        | # de voix | % des voix |
|       | (x) Fabian Manning | Conservateur | +11 542,  | 35,16 %    |
|       | Scott Andrews      | Libéral      | +14 866,  | 45,28 %    |
|       | Randy Wayne Dawe   | NPD          | +05 707,  | 17,38 %    |
|       | Dave Aylward       | Vert         | +00714,   | 2,17 %     |
| Total | Total              | Total        | 32 829    | 100 %      |